# Климент VIII
Климент VIII с рождено име Иполит Алдобрандини, е римски папа от 30 януари 1592 г. до 3 март 1605 г.

## Ранни години и образование
Роден във Фано в изтъкнато флорентинско семейство, той учи право от баща си, който е способен юрист. Започва църковната си кариера като консисториален адвокат, финансов ревизор на Рота и Датари.

## Кардинал
Става кардинал през 1585 г. и е изпратен като легат в Полша. Алдобрандини печели благодарността на Хабсбургите със своите успешни опити в Полша да освободи ерцхерцога Максимилиан, разгромен претендент за полския престол, който е в затвора.

## Папа

### Изборът за папа
След смъртта на папа Инокентий IX (1591) следва бурен конклав. Решително малцинство от италиански кардинали не желаят да търпят диктата на испанския крал Филип II. Изборът на кардинал Алдобарини на 30 януари, 1592 г. е приет като обещаващ по-балансирана и либерална папска политика в европейските дела. Той приема неполитизираното име Климент VIII. Доказва се като способен папа, активен, с усета на адвокат към детайлите, мъдър управленец, чиято основна политика е насочена към освобождаване на папството от испанската зависимост.

### 1600 г.
През 1600 г. три милиона поклоници се стичат към светите места. Синодът от Брест е проведен през 1595 г. в Литва.
Климент VIII председателства конференциите, които изясняват въпросите за божията милост и свободната воля.
На 17 февруари 1600 г. Джордано Бруно, убеден привърженик на свободната воля, е изгорен на клада, след като Папа Климент VIII одобрява присъдата му за виновен.

## Чуждестранни отношения

### Възстановяване отношенията с Франция
Най-забележителното дело по времето на управлението на Климент VIII е възстановяването на добрите отношения с църквата на френския крал Анри IV (1589 – 1610). Това е постигнато след дълги преговори, водени умело чрез кардинал Арно д'Оса̀ (Arnaud d'Ossat), които разрешават сложната ситуация във Франция. Анри приема католицизма на 25 юли 1593 г. След като изчаква известно време, за да провери искреността на Анри IV, Климент VIII поема риска да предизвика недоволство от страна на Испания и през есента на 1595, той опрощава официално греховете на Анри IV, сато по този начин слага край на 30-годишната религиозна война във Франция и печели могъщ съюзник.

### Експанзия на папските земи
Добрите отношения с Анри IV изиграват важна роля две години по-късно. На 27 октомври 1597 Алфонсо II, херцог на Ферара умира бездетен и с помощта на френския крал имотите му стават част от папските земите, въпреки че първоначално Испания и Свещената Римска империя поощряват незаконния братовчед на херцога да се противопостави на папата.

### Вервинския мирен договор
През 1598 г. папа Климент VIII засилва позициите на папството като осъществява сключването във Вервинс на договор за мир между Испания и Франция и така слага край на дългогодищното им съперничество. Водейки преговори, той постига и мир между Франция и Савоя. Също така оказва ценна помощ на императора в похода му срещу турците в Унгария.

## Прилагане на закона
Климент VIII е безмилостен като папа Сикст V (1585—90) при разгромяването на разбойничеството в централна Италия и наказвайки беззаконието на римските благородници. Той не проявява милост дори към младата отцеубийца Беатриче, която става героиня в адаптирани литературни произведения на автори като Стендал и Джорджо Моравия. През 1600 изпраща Джордано Бруно на кладата. Предишната година е изгорен и мелничарят Menocchio, обявен за еретик, заради измислената от него космология, според която животът се е зародил като развалено сирене.

## Антисемитизъм
Папа Климент VIII имал откровени антисемитски възгледи, свързвайки евреите с лихварството. Той налага редица ограничения на еврейската общност.

## Последни години
Климент VIII страда от подагра и последните години от живота си е прикован на легло. Умира през март 1605 г. Погребан е в базиликата Свети Петър. По-късно папа Павел V (1605–21) построява за него мавзолей в параклис към базиликата Санта Мария Маджоре, където са прехвърлени останките на Климент VIII през 1646 г.

## Галерия
|  | Тази страница частично или изцяло представлява превод на страницата Pope Clement VIII в Уикипедия на английски. Оригиналният текст, както и този превод, са защитени от Лиценза „Криейтив Комънс – Признание – Споделяне на споделеното“, а за съдържание, създадено преди юни 2009 година – от Лиценза за свободна документация на ГНУ. Прегледайте историята на редакциите на оригиналната страница, както и на преводната страница, за да видите списъка на съавторите. ВАЖНО: Този шаблон се отнася единствено до авторските права върху съдържанието на статията. Добавянето му не отменя изискването да се посочват конкретни източници на твърденията, които да бъдат благонадеждни. |